# Agatha Raisin e la sorgente della morte
Agatha Raisin e la sorgente della morte è il settimo romanzo giallo di Marion Chesney, scritto con lo pseudonimo di M. C. Beaton.

## Trama
Depressa e apatica per non aver ottenuto il successo sperato con James a Cipro, Agatha torna a casa. Cerca ogni tipo di distrazione partecipando anche alle riunioni delle Dame di Carsely, ma anche lì non trova nulla di interessante. Si sta dibattendo, infatti, della proposta che un'azienda idrica appena fondata ha fatto al consiglio comunale di Ancombe, un villaggio vicino, e cioè di prelevare periodicamente l'acqua dalla sorgente del posto, ovviamente dietro compenso. Nel consiglio ci sono due schieramenti, chi pensa di accettare, visto che il comune incasserà dei soldi, e chi pensa che sia un'indegna commercializzazione di un bene comune. Agatha trova tutto ciò piuttosto noioso, fino a quando il suo vecchio amico Roy Silver, decide di assumere l'incarico per la campagna pubblicitaria dell'azienda idrica e chiede la sua collaborazione. Non appena presa la decisione, però, troverà il corpo del presidente del consiglio comunale sotto la sorgente. Era piuttosto anziano, ma è scivolato e ha battuto la testa o qualcuno lo ha ucciso? Agatha si metterà a investigare sperando di avere di nuovo l'aiuto di James.

## Personaggi
- Agatha Raisin: protagonista e voce narrante
- James Lacey: colonnello in pensione e vicino di Agatha
- Sir Charles Fraith: amico di Agatha noto per essere piuttosto avaro
- Bill Wong: detective della polizia e amico
- Mrs Margaret Bloxby: moglie del pastore

## Edizioni
- M. C. Beaton, Agatha Raisin e la sorgente della morte, traduzione di Marina Morpurgo, Astoria Edizioni, 2013,  p. 243, ISBN 978-88-96919-57-6.